# Habenaria pectinata
Habenaria pectinata är en orkidéart som beskrevs av David Don. Habenaria pectinata ingår i släktet Habenaria och familjen orkidéer. Inga underarter finns listade i Catalogue of Life.